# Kristian Bjørnsen
Kristian Bjørnsen (Stavanger, 1989. január 10. –) norvég válogatott kézilabdázó, a dán Aalborg Håndbold játékosa.

## Pályafutása
Kristian Bjørnsen szülővárosának csapatában, a Stavanger Håndballban kezdte pályafutását. Itt 2009-ig játszott, majd a FyllingenBergenhez igazolt a norvég élvonalba.
2014-ben légiósnak állt, a svéd Kristianstad játékosa lett, 2015-ben és 2016-ban pedig bajnoki címet ünnepelhetett csapatával. 2016 nyarától a német Bundesligában szereplő HSG Wetzlar szerződtette.
A norvég válogatottban 2012. július 19-én mutatkozott be Dánia ellen. Részt vett a 2016-os és a 2018-as Európa-bajnokságon is, valamint a 2017-es világbajnokságon. Utóbbi tornán ezüstérmet szerzett és beválasztották a torna All-Star csapatába is.